# Episodi di Finalmente soli (prima stagione)
La prima stagione della serie televisiva Finalmente soli, composta da 20 episodi, è stata trasmessa per la prima volta in Italia dal 19 settembre 1999 al 30 gennaio 2000 su Canale 5.
| nº | Titolo                             | Prima TV Italia   |
| -- | ---------------------------------- | ----------------- |
| 1  | La prima notte                     | 19 settembre 1999 |
| 2  | Voglia di dolcezza                 | 26 settembre 1999 |
| 3  | Una coppia scoppiata               | 3 ottobre 1999    |
| 4  | Il figlio del pirata Barbanera     | 10 ottobre 1999   |
| 5  | Amore a prima vista                | 17 ottobre 1999   |
| 6  | Lo scapolo d'oro                   | 24 ottobre 1999   |
| 7  | Chiedo asilo                       | 31 ottobre 1999   |
| 8  | Viva la libertà                    | 7 novembre 1999   |
| 9  | Un piccolo grande amore            | 14 novembre 1999  |
| 10 | A come gelosia                     | 21 novembre 1999  |
| 11 | La febbre dell'oro                 | 28 novembre 1999  |
| 12 | Un matrimonio come tutti gli altri | 5 dicembre 1999   |
| 13 | L'albero della cicogna             | 10 dicembre 1999  |
| 14 | Bugie a fin di bene                | 12 dicembre 1999  |
| 15 | La forza dell'amore                | 19 dicembre 1999  |
| 16 | C'era una volta un fagiolino       | 2 gennaio 2000    |
| 17 | Tentazioni                         | 9 gennaio 2000    |
| 18 | Arrivano i mostri                  | 16 gennaio 2000   |
| 19 | Chiamatemi dott.                   | 23 gennaio 2000   |
| 20 | Faccio da sola                     | 30 gennaio 2000   |

## La prima notte
- Diretto da: Fosco Gasperi
- Scritto da: Barbara Cappi, Giorgio Vignali

### Trama
Gigi e Alice, al ritorno dalla luna di miele, fanno il loro ingresso trionfale nel loro nuovo nido d'amore. Ma la loro privacy è subito interrotta dalla mamma di lei, che prima invita ospiti a cena, poi si mette a dormire nel divano e alla fine nel letto matrimoniale. Gigi infuriato se la prende con Alice avendo sua madre rovinato la prima notte di matrimonio. Come se non bastasse, il vicino di casa sente ogni parola di quanto si dice in casa.

## Voglia di dolcezza
- Diretto da: Fosco Gasperi
- Scritto da: Adriano Carnevali, Beppe Zatta

### Trama
Alice continua ad avere delle voglie strane. Gigi, messo in allarme dal vicino di casa Spartaco, pensa che la donna sia in dolce attesa e la copre di gentilezze e coccole.

## Una coppia scoppiata
- Diretto da: Fosco Gasperi
- Scritto da: Adriano Carnevali, Beppe Zatta

### Trama
Alice convince Gigi a organizzare una cena per far riappacificare i nipoti di sua madre che sono una coppia scoppiata, ma durante la cena diventano loro la coppia scoppiata. Alla fine si riappacificano.

## Il figlio del pirata Barbanera
- Diretto da: Fosco Gasperi
- Scritto da: Barbara Cappi, Giorgio Vignali

### Trama
Gigi è alle prese con i libri, da studiare per preparare un importante esame universitario, ma i suoi studi vengono continuamente interrotti, quando si presenta Spartaco, il vicino di casa che chiede d'accudire il loro vivace bambino per un paio d'ore, la suocera Wanda e una conoscente amica di Alice incinta di un figlio; intenta a giocare col figlio del vicino di Gigi ed Alice, alla donna si rompono le acque.

## Amore a prima vista
- Diretto da: Fosco Gasperi
- Scritto da: Barbara Cappi, Giorgio Vignali

### Trama
Alice scopre delle vecchie lettere d'amore di Gigi alle sue ex fidanzate e pretende che le bruci sul terrazzo, rievocando la filosofia di Spartaco sulla gelosia. Intanto, l'uomo è molto insospettito dal misterioso "Romeo" di Alice, conosciuto grazie alla madre Wanda. Ma quello che Gigi non sa è che "Romeo" non è un uomo, ma un Chihuahua.

## Lo scapolo d'oro
- Diretto da: Fosco Gasperi
- Scritto da: Adriano Carnevali, Beppe Zatta

### Trama
Gigi ha vinto il concorso "Golden Single" a cui aveva partecipato prima di sposarsi. Per non perdere il premio, una lussuosa automobile, l'uomo si finge scapolo, accettando le proposte di una giornalista.

## Chiedo asilo
- Diretto da: Fosco Gasperi
- Scritto da: Adriano Carnevali, Beppe Zatta

### Trama
Spartaco è stufo dei continui litigi con la moglie e decide di chiedere asilo ad Alice e Gigi. La convivenza fra i tre non è delle migliori, al punto tale che a Spartaco mancano le vivaci discussioni con la moglie e pensa che forse sia meglio ritornare a casa.

## Viva la libertà
- Diretto da: Fosco Gasperi
- Scritto da: Adriano Carnevali, Beppe Zatta

### Trama
Rientrando a casa, Gigi ascolta una conversazione tra Alice e una amica, in cui quest'ultima le consiglia di ritagliarsi degli spazi propri e di passare una serata di sole donne. Per ripicca, anche l'uomo si organizza, ma la suocera e la portiera gli rovinano i progetti. Dopo un po' a Gigi viene la depressione per la mancanza di Alice; lo stesso succede anche ad Alice.

## Un piccolo grande amore
- Diretto da: Fosco Gasperi
- Scritto da: Barbara Cappi, Giorgio Vignali

### Trama
Gigi cerca di studiare, ma viene distratto prima dalle mille domande di Alice e poi dal problema di Suellen, che deve nascondere l'arrivo del fidanzatino segreto a suo padre, Spartaco. In un primo momento Gigi vuole informare Spartaco, ma Alice lo convince a dare asilo politico ai due. Quando poi Spartaco scopre tutto gli consiglia di appiccicarsi al loro rapporto in modo che loro si lascino, ma cambia idea quando il bambino napoletano tifa la Roma.

## A come gelosia
- Diretto da: Fosco Gasperi
- Scritto da: Adriano Carnevali, Beppe Zatta

### Trama
Gigi studia con un compagno di corso e la splendida Meloncelli; la ragazza è innamorata del collega che non si accorge di nulla e decide di farlo ingelosire.

## La febbre dell'oro
- Diretto da: Fosco Gasperi
- Scritto da: Barbara Cappi, Giorgio Vignali

### Trama
Viste le esagerate bollette telefoniche frutto delle presunte telefonate di Wanda, Alice pensa di vendere gioielli realizzati da lei ma la madre, Wanda, per sistemare le spese telefoniche compera un paio di lingotti d'oro da uno sconosciuto e Alice li nasconde nelle calze stese in terrazzo, ma Gigi sentendo una notizia del TG5 su una rapina di lingotti d'oro, e scoperto dove sono i lingotti, crede che le rapinatrici siano Alice e Wanda. Alla fine tutto si chiarisce. 

## Un matrimonio come tutti gli altri
- Diretto da: Fosco Gasperi
- Scritto da: Giambattista Avelino, Alberto Consarino

### Trama
Gigi e Alice sono sposati da sei mesi e lei è in attesa di un regalo da parte di Gigi, che però se ne dimentica. Qualche dubbio si insinua nel loro rapporto.

## L'albero della cicogna
- Diretto da: Fosco Gasperi
- Scritto da: Barbara Cappi, Giorgio Vignali

### Trama
Alice decide di annunciare a Gigi che presto sarà papà durante la sera di Natale. Anche il medico è complice di questa sorpresa e, interrogato dall'uomo, nega tutto. Ma la donna non resiste più e rivela il suo prezioso regalo in anticipo.

## Bugie a fin di bene
- Diretto da: Fosco Gasperi
- Scritto da: Giambattista Avelino, Alberto Consarino

### Trama
Gigi non riesce a dormire pensando all'esame che deve sostenere il giorno successivo e nell'incubo che ha fatto pensa che sarà bocciato ancora una volta, perché non studia bene il fegato. Alice intanto si accorge che il professore che gli deve fare l'esame è il fidanzato di sua madre. Gigi intanto fallisce di nuovo l'esame e Spartaco convince Gigi di mentire, la stessa cosa fa Alice, solo per poi scoprire che il fidanzato di Wanda è un omonimo del professore dell'esame.

## La forza dell'amore
- Diretto da: Fosco Gasperi
- Scritto da: Giambattista Avelino, Alberto Consarino

### Trama
Gigi e Alice si interrogano sul proprio incontro: il loro incontro era comandato dal destino o è stato frutto della forza dell'amore?

## C'era una volta un fagiolino
- Diretto da: Fosco Gasperi
- Scritto da: Barbara Cappi, Giorgio Vignali

### Trama
Gigi e Alice sono andati in ospedale per fare l'ecografia, scoprono che il bambino è femmina. Tornati a casa con la cameretta smontabile per la bambina, la mamma di Alice è infuriata perché non l'hanno fatta venire con loro dal dottore. Gigi quindi si infuria con Alice per l'invadenza di sua madre. Spartaco nel mentre dà una mano a Gigi a costruire la cameretta, ma Wanda ordina di smontare tutto perché ritiene che non sia di buon augurio anticipare queste cose. Intanto vedendo bene la videocassetta del bambino scoprono che è maschio. Alla fine il bambino viene chiamato Riccardino.

## Tentazioni
- Diretto da: Fosco Gasperi
- Scritto da: Barbara Cappi, Giorgio Vignali

### Trama
Alice non sopporta che il suo fisico, in seguito alla maternità, stia prendendo le sembianze di una "mongolfiera". Gigi assume una colf per avere un aiuto in casa, ma la moglie è molto gelosa, soprattutto dopo aver trovato un calendario sexy.

## Arrivano i mostri
- Diretto da: Fosco Gasperi
- Scritto da: Barbara Cappi, Giorgio Vignali

### Trama
Le insofferenze e i piccoli litigi tra Alice e Gigi sono acuiti dal nervosismo. La donna è in dolce attesa e Gigi, siccome deve anche studiare, minaccia Alice di andare via, ma l'intromissione di Wanda ha dei risvolti positivi.

## Chiamatemi dott.
- Diretto da: Fosco Gasperi
- Scritto da: Barbara Cappi, Giorgio Vignali

### Trama
È il giorno tanto atteso della laurea di Gigi, ma la sveglia si è fermata e l'uomo se ne accorge quando ormai è mezzogiorno. Nel frattempo Alice è convinta che sia giunto il momento del parto e chiama l'ambulanza.

## Faccio da sola
- Diretto da: Fosco Gasperi
- Scritto da: Edoardo Erba

### Trama
Per Alice ormai il parto è imminente e Gigi è molto in ansia. Convinta dalla madre Wanda e da Spartaco che il parto possa essere uno choc per il marito, la donna esce di casa con una scusa per recarsi in realtà all'ospedale. Alla fine Gigi assiste comunque e sviene.